# Gildoria anthaxiae
Gildoria anthaxiae är en stekelart som först beskrevs av Sergey A. Belokobylskij 1983.  Gildoria anthaxiae ingår i släktet Gildoria och familjen bracksteklar. Inga underarter finns listade i Catalogue of Life.